# Sint-Waldetrudiskerk
De Sint-Waldetrudiskerk is een kerk in Herentals, gebouwd in de Brabants gotische stijl.

## Architectuur en kunst
De toren, het enige overblijfsel van de kerk uit de 14e eeuw, staat op een ongebruikelijke plaats, tussen koor en beuk. De hoge spits, uit 1901, vervangt een oudere bolvormige spits uit 1796. Nog opmerkelijker is de wijze waarop de kruisribbengewelven van het middenschip en van het hoogkoor worden geschraagd, die bijna uniek is in de architectuurgeschiedenis.
De kerk bevat een interessant altaarstuk uit het begin van de 16e eeuw van Passier Borreman dat de marteldood van de HH. Crispijn en Crispinianus, beschermheiligen van schoenmakers en leerlooiers voorstelt (Vlaamse Meesters in Situ) en verder schilderijen van Frans Francken (I) en Pieter-Jozef Verhaghen (18e eeuw), een bewerkt koorgestoelte uit de 17e eeuw en een Romaanse doopvont).

## Orgel
Het huidige orgel werd gebouwd tussen 1767 en 1770 door de Geelse gebroeders Fredericus Jacobus en Ludovicus Francisus Verbuecken. Dit nieuwe orgel werd op een rococo-oksaal tegen de westgevel geplaatst, waarna vermoedelijk het grote westraam en het portaal werden dichtgemetseld. De orgelkast werd door meerdere mensen vervaardigd.
In 1927 werd het herbouwd door de weduwe F. Joris en haar zonen uit Zichem, maar al in 1942 was een nieuw herstel nodig, uitgevoerd door de Leuvenaar Hubert Van De Loo. Deze twee 'restauraties' werden in 1949 als rampzalig beschouwd door Flor Peeters, die het in zijn collegetijd (1916-1917) nog bespeeld had. Tussen 1967 en 1968 voerde Bernard Pels-D'Hondt eindelijk de restauratie uit, onder supervisie van Flor Peeters. Ook het aantal registers en orgelpijpen werd uitgebreid.
Nog een restauratie, ditmaal door Pieter Vanhaecke uit Watermaal-Bosvoorde, gebeurde van 2001 tot 2003.